# Marina Wallner
Marina Wallner, född 7 november 1994, är en tysk alpin skidåkare som debuterade i världscupen den 16 november 2013 i Levi i Finland. Hon ingick i det tyska lag som kom tvåa i lagtävlingen i Aspen, USA, vid världscupen i alpin skidåkning 2016/2017.